# Tour der französischen Rugby-Union-Nationalmannschaft nach Kanada und Neuseeland 1994
| Tour der Franzosen nach Kanada und Neuseeland 1994 | Tour der Franzosen nach Kanada und Neuseeland 1994 | Tour der Franzosen nach Kanada und Neuseeland 1994 | Tour der Franzosen nach Kanada und Neuseeland 1994 | Tour der Franzosen nach Kanada und Neuseeland 1994 |
| Übersicht                                          | S                                                  | G                                                  | U                                                  | N                                                  |
| -------------------------------------------------- | -------------------------------------------------- | -------------------------------------------------- | -------------------------------------------------- | -------------------------------------------------- |
| Test Matches                                       | 03                                                 | 2                                                  | 0                                                  | 1                                                  |
| Sonstige Spiele                                    | 07                                                 | 5                                                  | 0                                                  | 2                                                  |
| Gesamt                                             | 10                                                 | 7                                                  | 0                                                  | 3                                                  |
|                                                    |                                                    |                                                    |                                                    |                                                    |
| Kanada                                             | 01                                                 | 0                                                  | 0                                                  | 1                                                  |
| Neuseeland                                         | 02                                                 | 2                                                  | 0                                                  | 0                                                  |

Die Tour der französischen Rugby-Union-Nationalmannschaft nach Kanada und Neuseeland 1994 umfasste eine Reihe von Freundschaftsspielen der französischen Rugby-Union-Nationalmannschaft. Sie reiste von Anfang Juni bis Anfang Juli 1994 durch Kanada und Neuseeland, wobei sei während dieser Zeit zehn Spiele bestritt. Darunter waren ein Test Match gegen die kanadische und zwei weitere gegen die neuseeländische Nationalmannschaft. Während gegen die Kanadier eine überraschende Niederlage resultierte, konnten die Franzosen beide Begegnungen mit den All Blacks für sich entscheiden. Auf dem Programm standen außerdem sieben Partien gegen regionale Auswahlteams, die mit fünf Siegen und zwei Niederlagen endeten.
Der 22:8-Sieg am 26. Juni war der bis dahin höchste Sieg Frankreichs über Neuseeland. Im zweiten Test Match am 3. Juli führten die All Blacks drei Minuten vor Spielende mit 20:16. Als sie versuchten, die Zeit herunterlaufen zu lassen, startete Philippe Saint-André einen spektakulären Spielzug nahe der eigenen Mallinie, der 65 Sekunden später damit endete, dass Jean-Luc Sadourny am anderen Ende des Spielfelds einen Versuch erzielte. Dieser wurde als l’essai du bout du monde (der Versuch vom Ende der Welt) bekannt und bescherte den Franzosen einen 23:20-Sieg. Es war das erste Mal, dass eine Mannschaft aus einem Land der nördlichen Hemisphäre eine Test-Match-Serie gegen die All Blacks für sich entschied.

## Spielplan
- Hintergrundfarbe grün = Sieg
- Hintergrundfarbe rot = Niederlage

(Test Matches sind grau unterlegt; Ergebnisse aus der Sicht Frankreichs)
| #  | Datum         | Gegner                              | Ort          | Stadion             | Ergebnis |
| -- | ------------- | ----------------------------------- | ------------ | ------------------- | -------- |
| 01 | 01. Juni 1994 | Kanada A                            | Toronto      |                     | 34:31    |
| 02 | 04. Juni 1994 | Kanada                              | Ottawa       | Twin Elm Rugby Park | 16:18    |
| 03 | 09. Juni 1994 | North Auckland Rugby Football Union | Whangārei    | Okara Park          | 28:23    |
| 04 | 12. Juni 1994 | North Harbour Rugby Union           | Auckland     |                     | 23:27    |
| 05 | 15. Juni 1994 | Wairarapa Bush Rugby Football Union | Masterton    | Memorial Park       | 53:9     |
| 06 | 18. Juni 1994 | Neuseeland B                        | Wanganui     | Cooks Gardens       | 33:25    |
| 07 | 22. Juni 1994 | Nelson Bays Rugby Union             | Nelson       | Trafalgar Park      | 48:16    |
| 08 | 26. Juni 1994 | Neuseeland                          | Christchurch | Lancaster Park      | 22:8     |
| 09 | 29. Juni 1994 | Hawke’s Bay Rugby Union             | Napier       | McLean Park         | 25:30    |
| 10 | 03. Juli 1994 | Neuseeland                          | Auckland     | Eden Park           | 23:20    |

## Test Matches
| 4. Juni 1994 | Kanada                | 18 : 16        | Frankreich                                                     | Twin Elm Rugby Park, Ottawa Zuschauer: 6000 Schiedsrichter: Ian Rogers (Südafrika) |
| 4. Juni 1994 | Straftritte: Rees (6) | (12:6) Bericht | Versuche: Ntamack Erhöhungen: Lacroix Straftritte: Lacroix (3) | Twin Elm Rugby Park, Ottawa Zuschauer: 6000 Schiedsrichter: Ian Rogers (Südafrika) |

Aufstellungen:
- Kanada: Mark Cardinal, Alan Charron, Eddie Evans, Ian Gordon, John Graf, Steve Gray, Dan Jackart, Mike James, Dave Lougheed, Gordon MacKinnon, Colin McKenzie, Gareth Rees, Scott Stewart, Ian Stuart , Ron Toews 
 Auswechselspieler: Karl Svoboda
- Frankreich: Abdelatif Benazzi, Philippe Benetton, Laurent Bénézech, Laurent Cabannes, Christophe Deylaud, Jean-Michel Gonzalez, Thierry Lacroix, Alain Macabiau, Olivier Merle, Émile Ntamack, Olivier Roumat, Jean-Luc Sadourny, Philippe Saint-André, Laurent Seigne, Philippe Sella 
 Auswechselspieler: Sébastien Viars

| 26. Juni 1994 | Neuseeland                          | 8 : 22        | Frankreich                                                                                      | Lancaster Park, Christchurch Zuschauer: 30.000 Schiedsrichter: Derek Bevan (Wales) |
| 26. Juni 1994 | Versuche: Bunce Straftritte: Cooper | (3:9) Bericht | Versuche: Benetton Erhöhungen: Lacroix Straftritte: Lacroix (2) Dropgoals: Deylaud (2) Sadourny | Lancaster Park, Christchurch Zuschauer: 30.000 Schiedsrichter: Derek Bevan (Wales) |

Aufstellungen:
- Neuseeland: Mike Brewer, Olo Brown, Frank Bunce, Mark Cooksley, Matthew Cooper, Sean Fitzpatrick , Stu Forster, Ian Jones, John Kirwan, Blair Larsen, Richard Loe, Jonah Lomu, Simon Mannix, Arran Pene, John Timu
- Frankreich: Guy Accoceberry, Abdelatif Benazzi, Philippe Benetton, Laurent Bénézech, Laurent Cabannes, Christian Califano, Christophe Deylaud, Jean-Michel Gonzalez, Thierry Lacroix, Olivier Merle, Émile Ntamack, Olivier Roumat, Jean-Luc Sadourny, Philippe Saint-André, Philippe Sella 
 Auswechselspieler: Louis Armary, Marc Cécillon, Sébastien Viars

| 3. Juli 1994 | Neuseeland                                    | 20 : 23        | Frankreich                                                                              | Eden Park, Auckland Zuschauer: 40.000 Schiedsrichter: Derek Bevan (Wales) |
| 3. Juli 1994 | Versuche: Fitzpatrick Straftritte: Cooper (5) | (9:13) Bericht | Versuche: Ntamack Sadourny Erhöhungen: Deylaud Lacroix Straftritte: Deylaud Lacroix (2) | Eden Park, Auckland Zuschauer: 40.000 Schiedsrichter: Derek Bevan (Wales) |

Aufstellungen:
- Neuseeland: Stephen Bachop, Mike Brewer, Zinzan Brooke, Olo Brown, Frank Bunce, Mark Cooksley, Matthew Cooper, Sean Fitzpatrick , Stu Forster, Ian Jones, John Kirwan, Blair Larsen, Richard Loe, Jonah Lomu, John Timu 
 Auswechselspieler: Arran Pene
- Frankreich: Guy Accoceberry, Abdelatif Benazzi, Philippe Benetton, Laurent Bénézech, Laurent Cabannes, Christian Califano, Christophe Deylaud, Jean-Michel Gonzalez, Thierry Lacroix, Olivier Merle, Émile Ntamack, Olivier Roumat, Jean-Luc Sadourny, Philippe Saint-André, Philippe Sella 
 Auswechselspieler: Louis Armary, Xavier Blond, Olivier Brouzet, Yann Delaigue